# Durance (Lot-et-Garonne)
Durance é uma comuna francesa na região administrativa da Nova Aquitânia, no departamento Lot-et-Garonne. Estende-se por uma área de 40,86 km². Em 2010 a comuna tinha 298 habitantes (densidade: 7,3 hab./km²).